# Kelly Glowa
Kelly Glowa né le 11 août 1963 est un joueur professionnel de hockey sur glace. Il évolue au poste d'attaquant

## Biographie
Il évolue au HC Sierre de 1985 à 1991 et de 2000 à 2002. Il est le premier joueur à avoir atteint le seuil des 1 000 points personnels en championnat de Suisse.